# كايرات
كايرات هي بلدية في مقاطعة فاريزي في منطقة لومباردي الإيطالية ، و تقع على بعد حوالي 35 كيلومتر (22 ميل) من شمال غرب ميلانو وحوالي 15 كيلومتر (9 ميل) من جنوب فاريزي .
و تقع مدينة كايرات على حدود البلديات الآتية: كارناغو ، كاسانو ماجناغو ، كاستيلسبريو ، فاجنانو أولونا ، لوكات فاريسينو ، لونات سيبينو ، ترادات .

## روابط خارجية
- الموقع الرسمي